# Monóxido de dibromo
El monóxido de dibromo, o también óxido de bromo(I) o anhídrido hipobromoso, es un compuesto químico binario formado por la combinación de los elementos bromo y oxígeno cuya fórmula es Br2O. Es un sólido de color marrón oscuro que es estable por debajo de − 40 °C y se utiliza en reacciones de bromación de sustancias orgánicas. Estructuralmente es similar al monóxido de dicloro, el monóxido de su halógeno vecino.  La longitud del enlace Br−O es de 1,85 Å y el ángulo de enlace Br−O−Br es 112°, similar al monóxido de dicloro.

## Reacciones
El monóxido de dibromo se puede preparar haciendo reaccionar vapor de bromo o una solución de bromo en tetracloruro de carbono con óxido de mercurio(II) a bajas temperaturas: 
{\displaystyle {\ce {2Br2 + 2HgO -> Br2O + HgBr2.HgO}}}
También se puede formar por descomposición térmica del dióxido de bromo, BrO2 o al pasar una corriente eléctrica a través de una mezcla 1:5 de gases de bromo y oxígeno.